# Vulpes pallida
A raposa-pálida (Vulpes pallida) é uma espécie de raposa que habita as regiões semi-áridas do Sahel, do Senegal e do Sudão. É muito difundida em todo o Sahel. É considerada a espécie de canídeo menos estudada, em parte devido ao seu habitat remoto e sua pelagem arenosa que combina bem com o terreno semelhante ao deserto.

## Descrição
A raposa pálida é uma raposa pequena, de corpo longo, com pernas relativamente curtas e focinho estreito. A parte de cima de seu corpo tem uma cor pálida-areia, enquanto a parte de baixo é esbranquiçada. O dorso é frequentemente salpicado com uma coloração enegrecida ou ruiva, com uma linha médio-dorsal mais escura. Os flancos são mais claros do que a pelagem dorsal, fundindo-se em partes inferiores de cor branca leitosa, e as pernas são ruivas. Tem um rosto pálido, um focinho alongado com bigodes relativamente longos e um anel escuro envolve os olhos da raposa.
Sua cauda é longa e espessa, com uma cor marrom avermelhada e uma ponta preta proeminente. Há também uma mancha escura acima da glândula caudal. O crânio é pequeno, com uma região maxilar relativamente curta e pequenos dentes caninos pontiagudos. As orelhas são grandes em comparação com outras raposas, mas é típico para um canídeo que habita desertos.
O comprimento da cabeça e do corpo é varia de 380–550 mm, a cauda possui 230–290 mm de comprimento, e seu peso típico de 2,0–3,6 kg.

## Subespécies
Há 5 subespécies reconhecidas desta raposa:
- Vulpes pallida pallida
- Vulpes pallida cirenaica
- Vulpes pallida edwardsi
- Vulpes pallida harterti
- Vulpes pallida oertzeni

## Distribuição e habitat
A raposa-pálida é distribuída na região semi-árida do Sahel da África na fronteira com o Deserto do Saara, da Mauritânia e Senegal via Nigéria, Camarões e Chade para o Mar Vermelho. A fronteira sul de sua distribuição estende-se às zonas savana do norte Guiné. Também está presente em Benin, Burkina Faso, Eritreia, Etiópia, Gâmbia, Mali, Níger,  Sudão do Sul e Sudão. O habitat é terreno arenoso ou árido pedregoso, e a raposa-pálida é capaz de se deslocar para o sul e para o norte em relação às secas periódicas que afetam essas regiões.

## Ecologia
A raposa-pálida normalmente habita desertos pedregosos, semi-desertos e ocasionalmente savanas. As raposas-pálidas são principalmente noturnas. São gregárias, vivem em tocas compartilhadas, provavelmente em pequenos grupos familiares formados pelos pais e seus filhotes. Durante o dia eles descansam em tocas escavadas que podem se estender por até 15 metros de comprimento e descer até 2 metros até o solo.
Raposas-pálidas se alimentam de roedores, pássaros que fazem ninhos no solo e seus ovos, répteis e material vegetal, como frutas silvestres. Elas também podem capturar e comer aves domésticas.
A espécie é teorizada como sendo monogâmica como os demais canídeos de seu gênero. Com período de gestação de 50 dias. Sua expectativa de vida não excede os 10 anos.